# William Price Hunt
William Price Hunt o Wilson Price Hunt (20 marzo 1783 – 13 aprile 1842) è stato un antico pioniere dell'Oregon Country nella regione del Pacifico nordoccidentale dell'America del Nord.
Statunitense ed impiegato di John Jacob Astor, Hunt usò le informazioni fornite dalla spedizione di Lewis e Clark per guidare la parte della spedizione Astor che viaggiò in Oregon via terra. Il gruppo raggiunse la foce del fiume Columbia nel febbraio del 1812, unendosi al gruppo che aveva viaggiato in nave a Fort Astoria, di cui il secondo gruppo aveva appena completato la costruzione.

## Biografia
Hunt fece fatica a trovare uomini di qualità a Mackinaw ed a Saint Louis, trovandone molti "che bevevano al mattino, ubriachi a mezzogiorno e ubriachi fradici la notte". Riuscito alla fine ad assemblare un gruppo, Hunt giunse a Nodaway il 16 novembre 1810 ponendovi il campo invernale. Partirono il 22 aprile 1811.
Quando trovarono il fiume Snake abbandonarono i cavalli e tentarono di navigarlo verso valle. Dopo nove giorni di viaggio persero un uomo e due canoe nelle rapide, e riconsiderarono il loro piano. Si divisero in quattro gruppi prendendo strade diverse per raggiungere la foce del Columbia.
Il viaggio dal Missouri al futuro sito di Astoria (Oregon) richiese 340 giorni. Secondo il suo racconto, Hunt viaggiò per 3336 km raggiungendo un villaggio di Arikara nell'attuale Dakota del Sud.
Una spedizione di ritorno fu guidata da Robert Stuart che scoprì il South Pass, passo chiave di quella che poco dopo divenne la pista dell'Oregon.
La spedizione di Hunt è una delle molte scene raffigurate sulla colonna di Astoria, ed il suo nome è inciso in un fregio nella camera del Senato dell'Oregon nel campidoglio dell'Oregon.
I registri storici citano Hunt sia col nome di "William" sia con quello di "Wilson."